# Лунд, Карл
Карл Фредрик Леонард Лунд (фин. Karl Fredrik Leonard Lund; 31 июля 1888, Гельсингфорс — 11 декабря 1942, Хельсинки) — финский гимнаст, серебряный призёр летних Олимпийских игр 1912 года в командном первенстве по произвольной системе.